# Isabella Ochichi
Isabella Bosibori Ochichi (Kisii, 28 ottobre 1979) è un'ex mezzofondista e maratoneta keniota.

## Biografia
Nel mezzofondo, come migliore piazzamento in carriera vanta un argento olimpico sui 5000 metri piani ad Atene 2004. Sulla stessa distanza ha poi vinto due anni dopo la medaglia d'oro ai Giochi del Commonwealth svolti a Melbourne.
Ai campionati del mondo di corsa campestre ha vinto due medaglie di bronzo individuali (entrambe sulla breve distanza, nel 2002 e nel 2005) ed un argento a squadre (sempre sulla breve distanza, nel 2006).

## Campionati nazionali
2003
- Argento ai campionati kenioti, 5000 m piani - 15'25"6
- Oro ai campionati kenioti di corsa campestre, cross corto

2004
- Oro ai campionati kenioti, 1500 m piani - 4'15"0

2005
- Argento ai campionati kenioti, 1500 m piani - 4'14"5

2013
- 5ª ai campionati kenioti, 10000 m piani - 32'55"6

## Altre competizioni internazionali
1998
- 10ª al Mombasa International Cross Country ( Mombasa) - 27'31"

1999
- Oro alla Mezza maratona di Montbéliard ( Montbéliard) - 1h14'09"

2000
- Argento alla Mezza maratona di Nizza ( Nizza) - 1h10'15"
- Oro alla Mezza maratona di Canet-en-Roussillon ( Canet-en-Roussillon) - 1h11'46"

2001
- Argento alla Mezza maratona di Nizza ( Nizza) - 1h08'38"

2002
- 10ª alla Grand Prix Final ( Parigi), 3000 m piani - 9'05"52
- Oro alla Mezza maratona di Reims ( Reims) - 1h10'03"

2003
- Oro alla Mezza maratona di Nizza ( Nizza) - 1h08'42"
- Oro alla Crescent City Classic ( New Orleans) - 31'23"
- Argento alla Carlsbad 5000 ( Carlsbad), 5 km - 14'56"

2004
- Oro alla Crescent City Classic ( New Orleans) - 31'36"
- Oro alla Carlsbad 5000 ( Carlsbad), 5 km - 14'53"
- Oro al Cross de l'Acier ( Leffrinckoucke)

2005
- Oro alla Crescent City Classic ( New Orleans) - 30'27"
- Oro alla BOclassic ( Bolzano) - 15'53"
- Argento alla Carlsbad 5000 ( Carlsbad), 5 km - 14'55"

2006
- Oro alla Crescent City Classic ( New Orleans) - 30'54"
- Oro alla Vancouver Sun Run ( Vancouver) - 30'55"
- Argento alla Carlsbad 5000 ( Carlsbad), 5 km - 14'53"

2013
- 4ª alla Maratona di Amsterdam ( Amsterdam) - 2h31'38"
- Bronzo alla Mezza maratona di Praga ( Praga) - 1h09'21"
- Oro alla Göteborgsvarvet ( Göteborg) - 1h11'29"
- 4ª alla Mezza maratona di Zhuhai ( Zhuhai) - 1h11'29"
- 5ª alla Mezza maratona di Bogotá ( Bogotà) - 1h15'51"

2014
- Bronzo alla Maratona di Honolulu ( Honolulu) - 2h32'22"
- Oro alla Mezza maratona di Honolulu ( Honolulu) - 1h10'24"

2015
- Bronzo alla Maratona di Honolulu ( Honolulu) - 2h29'45"
- Oro alla Maratona di Città del Capo ( Città del Capo) - 2h30'20"
- Argento alla Göteborgsvarvet ( Göteborg) - 1h09'45"

2016
- 5ª alla Mezza maratona di Praga ( Praga) - 1h09'03"
- Oro alla Mezza maratona di Honolulu ( Honolulu) - 1h10'37"